# Повернення в долину гігантів
Повернення в долину гігантів (англ. Return to the valley of the giants — фотомонтаж із зображенням археологічних розкопок гігантського людиноподібного скелета, який посів у 2002 році третє місце в конкурсі графічного дизайну «Археологічні аномалії-2», який проводився на сайті www.worth1000.com. Незабаром після публікації фото набув значного поширення в інтернеті і з супутніми статтями його було опубліковано деякими засобами масової інформації як доказ існування стародавньої раси гігантів, згадки про яку містяться в Біблії і міфах багатьох народів. Після того, як непорозуміння було виявлено, автор фотомонтажу, відомий під псевдонімом IronKite, отримав певну популярність в спільнотах графічних дизайнерів і дослідників аномальних явищ.

## Історія
У 2004 році в Інтернеті і деяких друкованих виданнях поширилася фотографія з археологічних розкопок гігантського людиноподібного скелета. Виходячи з розмірів фігур археологів, що були на тому ж знімку, довжина скелета оцінювалася в 18-24 метра. У перших інтернет-повідомленнях стверджувалося, що знахідка зроблена в пустелі на заході Індії експедицією National Geographic. За повідомленням джерела, територія розкопок оточена індійською армією, а всі подробиці засекречені. У повідомленні говорилося також про знахідки кам'яних табличок з древніми написами на санскриті, згідно з якими скелети належали міфічним гігантам ракшаси, які кинули виклик богам і були знищені ними.
Інший варіант цієї історії був опублікований 24 квітня 2004 року в бангладешській газеті «The New Nation». За версією цієї газети, знахідка була зроблена в пустелі на південному сході Саудівської Аравії пошуковою групою компанії Saudi Aramco, яка проводила пошук родовищ природного газу. Також стверджувалося, що в похованні були знайдені таблички з написами арабською мовою, згідно з якими останки належали представникам давнього племені ААД, нащадкам згадуваного в Біблії і Корані старозавітного пророка Ноя. Плем'я кинуло виклик призначення Аллаха і було знищено ім. Місце знахідки було оточено саудівськими військами, знімок зроблений з військового вертольота.
Аналогічні статті були надруковані в березневому номері за 2007 рік індійського журналу «Hindu Voice», що видається в Мумбаї, а потім в деяких інших друкованих засобах масової інформації.
Елементарна експертиза фотографії, зроблена центром вивчення паранормальних явищ Rationalist International виявила, що незалежних джерел інформації про знахідку не існує, а сам знімок несе на собі сліди програмної обробки за допомогою графічного редактора. Найбільш очевидною ознакою підробки було різне спрямування та інтенсивність тіней, що відкидаються гігантським скелетом і оточуючими його предметами. Більш докладне дослідження показало, що фото є монтажем фрагментів декількох зображень. По всій видимості, це був знімок реальних археологічних розкопок, в центральну частину якого вмонтовано збільшене зображення людського скелета.
Незабаром був виявлений один з оригінальних знімків, які послужили матеріалом для монтажу. Він був зроблений 16 вересня 2000 року в містечку Хайд-Парк (англ. Hyde Park шт. Нью-Йорк), де палеонтологічна група Корнельського університету під керівництвом професора Джона Чіменто (англ. John Chiment проводила розкопки останків мастодонта віком від 14 до 11 тис. років.
Надалі було встановлено джерело фотомонтажу. Він був опублікований на сайті www.worth1000.com, де проводився конкурс майстрів графічного дизайну під назвою «Археологічні аномалії». Метою учасників конкурсу було створення зображень, що ілюструють вигадані археологічні знахідки. На сайті публікуються роботи різної спрямованості, починаючи від відверто гумористичних і закінчуючи якісними імітаціями фото археологічних розкопок. Автор роботи, канадський художник-ілюстратор, відомий під псевдонімом IronKite (укр. залізний повітряний змій), в електронному листі повідомив редакції журналу National Geographic, що він не мав на меті ввести когось в оману.